# Lokoho
De Lokoho is een rivier in Madagaskar. De rivier is 150 km lang en gelegen in de noordelijke regio Sava. 

## Verloop
De Lokoho ontspringt in de zuidelijke helft van het Nationaal park Marojejy. Vanuit de bron stroomt de rivier naar het oosten waar vlak na de bron de zijrivier Ankaibe samenvloeit naar de Lokoho. Vervolgens mondt de rivier nabij Farahalana uit in de Indische Oceaan.

## Economie
In de jaren 70 van de twintigste eeuw waren er een aantal projecten voor de installatie van waterkrachtcentrales door Jirama, deze zijn echter nooit gerealiseerd.
In 2002 was er een ander project, voor een installatie van 6 kW capaciteit door Electricite de Madagascar in samenwerking met het Franse EDF, Duitse RWE, GTZ en het Canadese Hydro-Québec. Het project werd echter vroegtijdig gestaakt als gevolg van de politieke situatie op dat moment.